# EuroHockey Nations Trophy (Feld, Herren) 2009
Die EuroHockey Nations Trophy (Feld, Herren) 2009 war die dritte Ausgabe der Feldhockey-„B-EM“ der Herren. Sie fand vom 1. bis 8. August 2009 in Wrexham, Wales statt.

## Gruppe A
| Rang | Land     | Tore  | Punkte |
| ---- | -------- | ----- | ------ |
| 1    | Russland | 14:5  | 9      |
| 2    | Irland   | 13:5  | 6      |
| 3    | Belarus  | 7:13  | 1      |
| 4    | Italien  | 10:21 | 1      |

| Irland   | – | Belarus  | 2:1  |
| Russland | – | Italien  | 6:3  |
| Irland   | – | Italien  | 10:2 |
| Russland | – | Belarus  | 6:1  |
| Italien  | – | Belarus  | 5:5  |
| Irland   | – | Russland | 1:2  |

## Gruppe B
| Rang | Land       | Tore | Punkte |
| ---- | ---------- | ---- | ------ |
| 1    | Wales      | 6:4  | 5*     |
| 2    | Tschechien | 6:4  | 5*     |
| 3    | Schottland | 8:6  | 4      |
| 4    | Schweiz    | 2:8  | 1      |

- Ränge durch Siebenmeterschießen ermittelt

| Tschechien | – | Schweiz    | 3:1 |
| Schottland | – | Wales      | 2:4 |
| Tschechien | – | Wales      | 1:1 |
| Schottland | – | Schweiz    | 4:0 |
| Tschechien | – | Schottland | 2:2 |
| Wales      | – | Schweiz    | 1:1 |

## Gruppe C
Die Mannschaften, die die Vorrunde als Dritte oder Vierte beendeten, wurden in eine Gruppe C eingeteilt. Sie nahmen das Ergebnis(Tore, Punkte) aus der Vorrunde mit, das sie gegen den ebenfalls eingeteilten Gegner erreicht hatten. Die zwei Spiele bestritten sie gegen die anderen beiden Gruppenmitglieder.
Die letzten beiden stiegen in die C-EM 2011 ab.
| Rang | Land       | Tore  | Punkte |
| ---- | ---------- | ----- | ------ |
| 1    | Schottland | 11:4  | 9      |
| 2    | Belarus    | 7:7   | 4      |
| 3    | Italien    | 10:11 | 4      |
| 4    | Schweiz    | 1:7   | 0      |

| Italien | – | Schottland | 3:5 |
| Belarus | – | Schweiz    | 1:0 |
| Italien | – | Schweiz    | 2:1 |
| Belarus | – | Schottland | 1:2 |

## Halbfinale
| Wales      | – | Irland   | 0:1 |
| Tschechien | – | Russland | 1:4 |

## Spiel um Platz 3
| Wales | – | Tschechien | 5:2 |

## Finale
| Irland | – | Russland | 2:1 |